# 神奈川県道408号社家停車場線

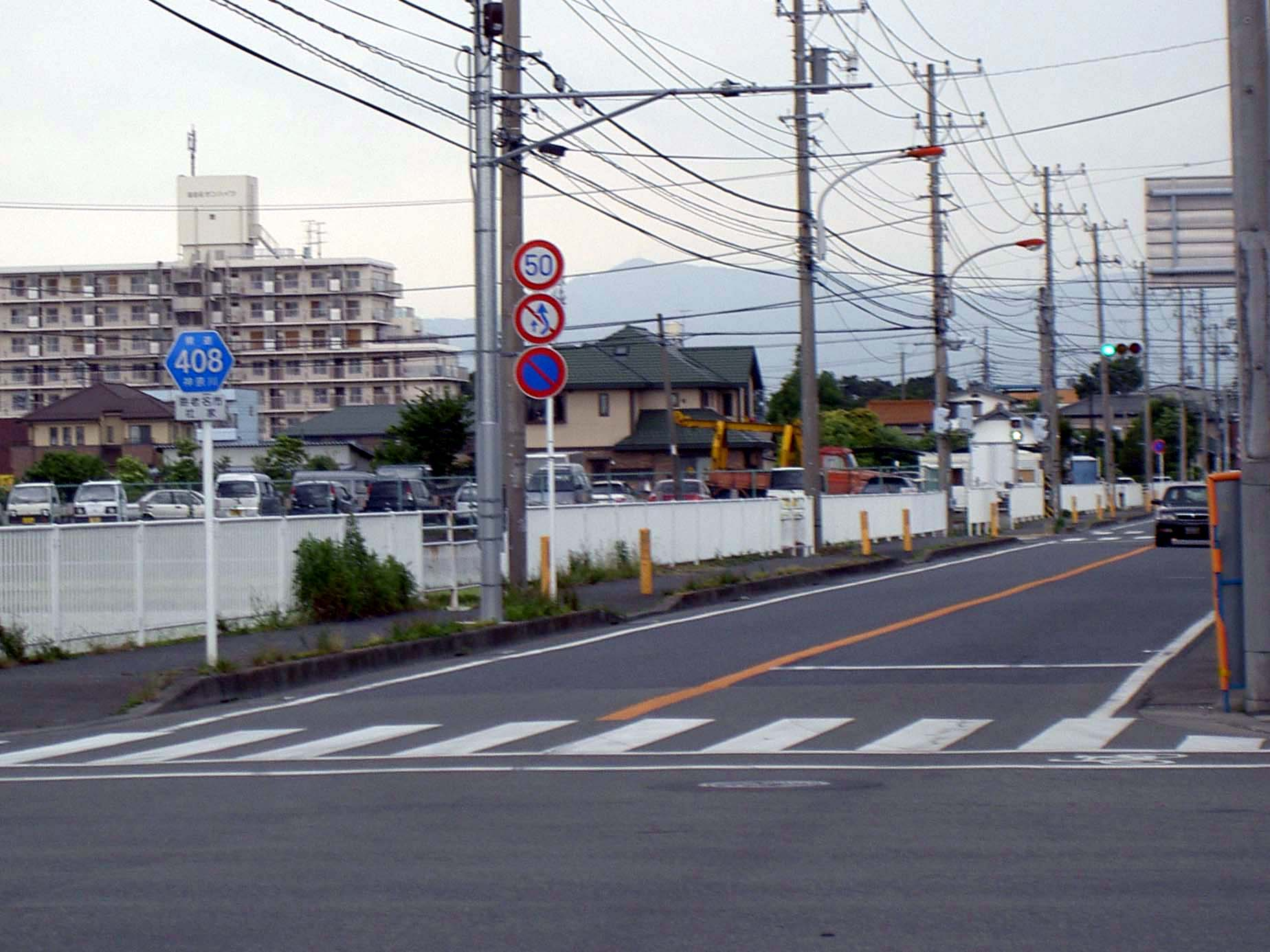
神奈川県道408号線。社家小学校北側交差点から社家駅方面を望む

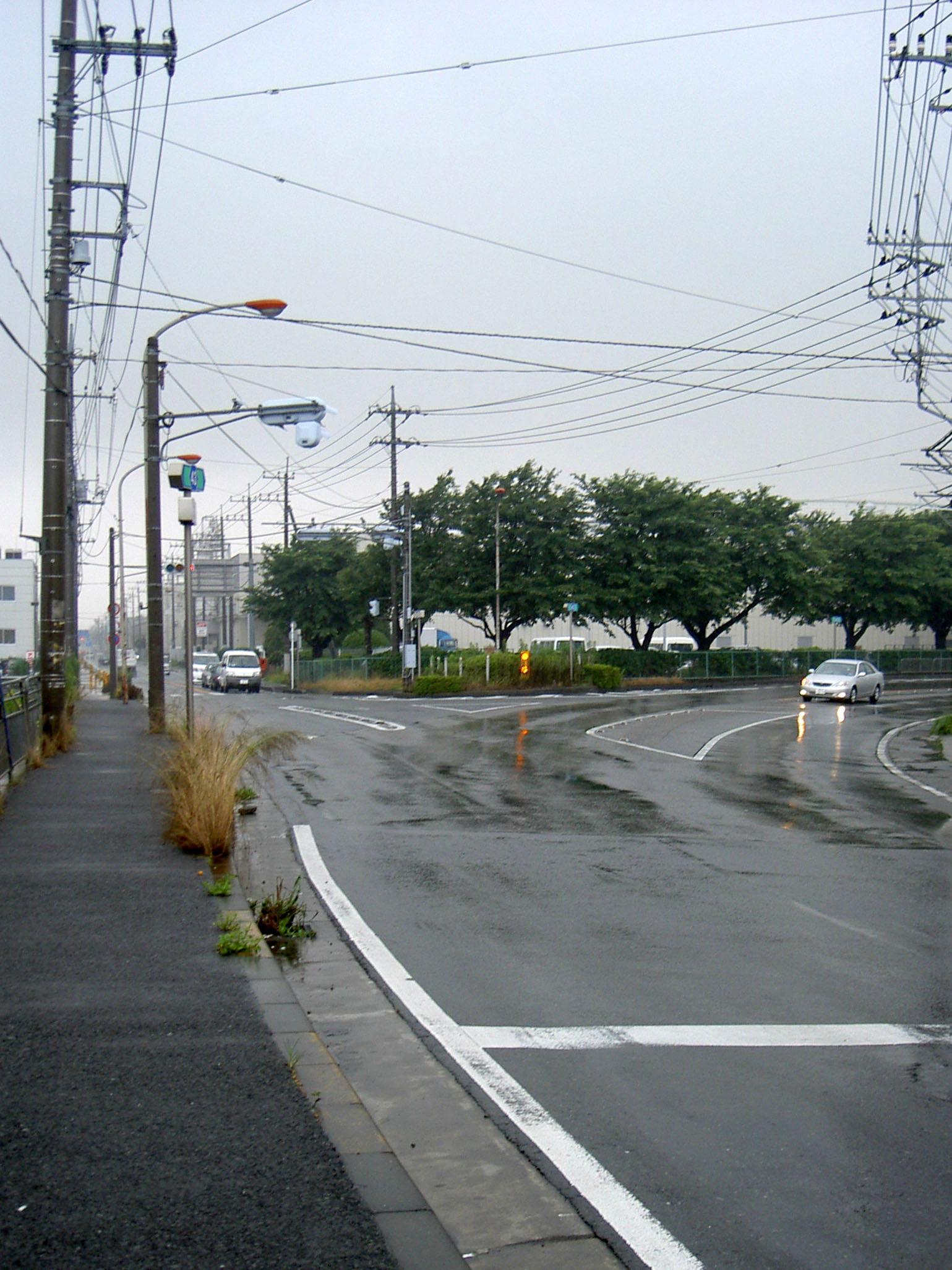
終点。神奈川県道43号線（右）に神奈川県道408号線（左）が合流する

神奈川県道408号社家停車場線（かながわけんどう408ごう しゃけていしゃじょうせん）は、神奈川県海老名市社家と同市上河内を結ぶ一般県道。JR相模線社家駅前と神奈川県道43号藤沢厚木線を連絡する。

## 概要
- 全長：0.9km
- 起点：海老名市社家 社家駅入口交差点 （神奈川県道46号相模原茅ヶ崎線別線接続）
- 終点：海老名市上河内 信号交差点（神奈川県道43号藤沢厚木線接続）
- Google マップ

## 通過する自治体
- 神奈川県
  - 海老名市

## 経路および交差・接続する道路
- 神奈川県海老名市
  - 社家駅入口交差点（神奈川県道46号相模原茅ヶ崎線別線）
  - 社家小学校北側交差点（神奈川県道46号相模原茅ヶ崎線）
  - 信号交差点（上河内）（神奈川県道43号藤沢厚木線）

## 周辺の主な施設
- 社家駅
- 海老名市立社家小学校
- コカ・コーライーストジャパンプロダクツ工場（旧富士コカ・コーラボトリング本社）
- 海老名市消防本部・消防署南分署